# Diego Prego
Diego Prego (Banfield, Provincia de Buenos Aires, 13 de febrero de 1977) es un exjugador de baloncesto que se desempeñaba en la posición de alero. Tiene el mérito de haber sido reconocido por el consenso de la prensa especializada como el Jugador de Mayor Progreso de la Liga Nacional de Básquet en 2002 y como el Mejor Sexto Hombre de la Liga Nacional de Básquet en 2003. Actualmente es el presidente del Sindicato de Jugadores de Básquet de la República Argentina (SIJUBARA).

## Trayectoria
| Club                           | País      | Año         |
| ------------------------------ | --------- | ----------- |
| Boca Juniors                   | Argentina | 1995 - 1997 |
| Ben Hur                        | Argentina | 1997 - 1998 |
| Deportivo San Andrés           | Argentina | 1998 - 1999 |
| Boca Juniors                   | Argentina | 1999 - 2001 |
| Estudiantes de Bahía Blanca    | Argentina | 2001 - 2002 |
| Boca Juniors                   | Argentina | 2002 - 2003 |
| Quilmes de Mar del Plata       | Argentina | 2003 - 2004 |
| Conarpesa Madryn               | Argentina | 2004 - 2005 |
| Atenas                         | Argentina | 2005 - 2006 |
| Ciclista Juninese              | Argentina | 2006 - 2007 |
| Gimnasia de Comodoro Rivadavia | Argentina | 2007 - 2008 |
| Lanús                          | Argentina | 2008 - 2011 |
| El Chorrillero                 | Argentina | 2011 - 2012 |
| 9 de Julio de Río Tercero      | Argentina | 2013 - 2014 |
| GEPU-Española                  | Argentina | 2014 - 2015 |
| ICD Pedro Echagüe              | Argentina | 2015 - 2017 |
| Monte Grande                   | Argentina | 2017 - 2018 |
| ICD Pedro Echagüe              | Argentina | 2018 - 2019 |
| GEPU                           | Argentina | 2019 - 2020 |
| Sportivo Pilar                 | Argentina | 2021 - 2022 |
| Monte Grande                   | Argentina | 2022        |

## Selección nacional
Prego representó a su país en el Campeonato Sudamericano de Baloncesto de 2004, en el cual Argentina se consagró campeón.